# Poprád (folyó)
A Poprád (lengyelül és szlovákul Poprad) a Dunajec jobbparti mellékfolyója, mely a Hincó-patak (szlovákul Hincov potok) és a Krupa-patak (szlovákul potok Krupá) összefolyásával keletkezik a Magas-Tátrában, Szlovákiában. A Hincó-patak, mely a Poprád forrásaként van számon tartva, a Nagy-Hincó-tóból ered, míg a Krupa a Poprádi-tóból. Találkozásuk a Menguszfalvi-völgyben található. A folyó mentén a legnagyobb település az azonos nevű Poprád városa. Bár a Kárpát-medence (az egykori Magyar Királyság) egyik folyója, nem a Dunába folyik: a lengyelországi Újszandec városánál ömlik a Dunajec folyóba. A Poprád a legnagyobb esésű folyó Szlovákiában (1567 m). Több mint 30 kilométeren keresztül, két szakaszban, Lengyelország és Szlovákia közti határfolyó.
Jobbparti mellékfolyói: Mlinica-patak (Malompatak), Varbói-patak, Leibic-patak, Jakubjánka-patak, Lubotinka-patak.
Balparti mellékfolyói: Felkai-patak, Slavkovský-patak (Nagyszalóki), Tar-patak (Hideg v. Kő-patak), Késmárki Fehér-patak, Biela-patak.